# Rayyan
Rayyan é um aplicativo da web financiado pela Qatar Foundation, uma organização sem fins lucrativos do Qatar, utilizado primariamente para auxílio em pesquisas do tipo revisão sistemática e metanálise. Foi desenvolvido especificamente para agilizar a triagem inicial de resumos e títulos usando um processo de semiautomação. Oferece uma grande variedade de recursos, incluindo a criação de um projeto de revisão, convite a colaboradores, exploração de citações em diferentes formatos, exportação, importação, rotulagem e filtragem de citações, categorização em referências incluídas, excluídas e "em dúvida", cegamento entre revisores e identificação automática de potencial duplicidade. Há recursos adicionais mediante o pagamento de taxas.
O carregamento de citações ocorre manualmente, com a importação de arquivos provenientes de outros aplicativos de gerenciamento de referências bibliográficas em diversas extensões (.csv, .enw, .bib, .ris, .xml, .ciw, .nbib, .txt). O armazenamento se dá em nuvem.
Os desenvolvedores se comprometem em seus termos de uso a manter a privacidade sobre informações confidenciais, como trabalho não publicado e descrição de projetos em andamento, que não são de domínio público. Mas o conteúdo dos usuários é utilizado pelo Rayyan para pesquisa nos campos de análise de dados, mineração de dados, gerenciamento e processamento de dados e aprendizado de máquina.
Segundo o site do aplicativo, há mais de 200.000 usuários em mais de 180 países.